# Doix lès Fontaines
Doix lès Fontaines est une commune nouvelle française, située dans le département de la Vendée, en région Pays de la Loire.
Commune de la région naturelle du Marais poitevin, elle est incluse dans le parc naturel régional du marais poitevin.
Issue de la fusion des communes de Doix et de Fontaines, elle est créée le 1er janvier 2016.

## Géographie
Le chef-lieu de la commune nouvelle, Doix, se situe au sud-est du département de la Vendée.
| Auchay-sur-Vendée | Fontenay-le-Comte  | Saint-Martin-de-Fraigneau |
| Montreuil         | Doix lès Fontaines | Saint-Pierre-le-Vieux     |
| Vix               | Maillé             | Maillezais                |

### Climat
Pour des articles plus généraux, voir Climat des Pays de la Loire et Climat de la Vendée.
En 2010, le climat de la commune est de type climat océanique altéré, selon une étude du CNRS s'appuyant sur une série de données couvrant la période 1971-2000. En 2020, Météo-France publie une typologie des climats de la France métropolitaine dans laquelle la commune est exposée à un climat océanique et est dans une zone de transition entre les régions climatiques « Poitou-Charentes » et « Littoral charentais et aquitain ».
Pour la période 1971-2000, la température annuelle moyenne est de 12,1 °C, avec une amplitude thermique annuelle de 14,3 °C. Le cumul annuel moyen de précipitations est de 777 mm, avec 12,1 jours de précipitations en janvier et 6,5 jours en juillet. Pour la période 1991-2020, la température moyenne annuelle observée sur la station météorologique de Météo-France la plus proche, sur la commune de Marans à 17 km à vol d'oiseau, est de 13,2 °C et le cumul annuel moyen de précipitations est de 739,6 mm,. Pour l'avenir, les paramètres climatiques de la commune estimés pour 2050 selon différents scénarios d'émission de gaz à effet de serre sont consultables sur un site dédié publié par Météo-France en novembre 2022.

## Urbanisme

### Typologie
Au 1er janvier 2024, Doix lès Fontaines est catégorisée commune rurale à habitat dispersé, selon la nouvelle grille communale de densité à sept niveaux définie par l'Insee en 2022.
Elle est située hors unité urbaine. Par ailleurs la commune fait partie de l'aire d'attraction de Fontenay-le-Comte, dont elle est une commune de la couronne,. Cette aire, qui regroupe 30 communes, est catégorisée dans les aires de moins de 50 000 habitants,.

## Toponymie
Le toponyme, proposé par un habitant de Fontaines, est constitué à partir des noms des deux communes déléguées — Doix et Fontaines, auxquels a été adjoint le terme lès.

## Histoire
La commune nouvelle de Doix lès Fontaines naît de la fusion de deux communes, Doix et Fontaines. L’arrêté préfectoral no 15-DRCTAJ/2-602 du 3 décembre 2015 officialise la création de la commune.

## Politique et administration

### Liste des maires
| Période                                  | Période  | Identité       | Étiquette | Qualité                           |
| ---------------------------------------- | -------- | -------------- | --------- | --------------------------------- |
| 4 janvier 2016,                          | En cours | Lionel Pageaud |           | Maire délégué de Doix (2016-2020) |
| Les données manquantes sont à compléter. |          |                |           |                                   |

### Structure intercommunale
Alors que les deux communes sont incluses dans le périmètre de la communauté de communes du Pays-de-Fontenay-le-Comte, un arrêté préfectoral du 17 décembre 2015 attribue deux sièges à Doix lès Fontaines au conseil communautaire à compter du 1er janvier 2016.

### Communes déléguées
| Nom          | Code Insee | Intercommunalité | Superficie (km2) | Population (dernière pop. légale) | Densité (hab./km2) |
| ------------ | ---------- | ---------------- | ---------------- | --------------------------------- | ------------------ |
| Doix (siège) | 85080      |                  | 13,43            | 948 (2015)                        | 71                 |
| Fontaines    | 85091      |                  | 10,61            | 769 (2015)                        | 72                 |

## Démographie
L'évolution du nombre d'habitants est connue à travers les recensements de la population effectués dans la commune depuis sa création.

En 2022, la commune comptait 1 757 habitants, en évolution de +2,15 % par rapport à 2016 (Vendée : +5,33 %, France hors Mayotte : +2,11 %).
| 2014  | 2015  | 2020  | 2022  |
| ----- | ----- | ----- | ----- |
| 1 719 | 1 717 | 1 740 | 1 757 |

### Note
1. ↑  La notion d'aire d'attraction des villes a remplacé en octobre 2020 l'ancienne notion d'aire urbaine, pour permettre des comparaisons cohérentes avec les autres pays de l'Union européenne.
2. ↑  Conformément aux articles L-2111-1 et L-2113-6 du Code général des collectivités territoriales[13],[14], la commune dispose d’une dénomination officielle, établie par l’autorité préfectorale et reprise par le Code officiel géographique : « Doix lès Fontaines »[15]. Néanmoins, le respect de la typographie française au sujet des collectivités territoriales implique le recours aux capitales aux substantifs dans la dénomination, dont les différentes composantes sont reliées par des traits d’union[16], ce qui donne la graphie « Doix-lès-Fontaines » pour la commune nouvelle.

Limites et bourgs des communes fondatrices de Doix lès Fontaines.

3. ↑  Population municipale de référence en vigueur au 1er janvier 2025, millésimée 2022, définie dans les limites territoriales en vigueur au 1er janvier 2024, date de référence statistique : 1er janvier 2022.